# Владислав I Херман
Владислав I Херман (на полски: Władysław I Herman) от династията на Пястите е княз на Полша през XI век.